# Cethegus
Cethegus là một chi nhện trong họ Dipluridae.